# Roy Pieters (wielrenner)
Roy Pieters (Haarlem, 12 juni 1989) is een Nederlands baanwielrenner. 
Hij werd meerdere malen Nederlands kampioen bij de junioren, voor het eerst in 2005, op de scratch. Datzelfde jaar behaalde hij ook een tweede plaats op de achtervolging.
In 2006 werd hij eerste op de achtervolging, puntenkoers, 1 kilometer, scratch en, samen met Christian Kos, tweede op de ploegkoers.
Op het Europees kampioenschap baanwielrennen voor junioren in 2007 werd hij derde op de scratch. Daarnaast won hij dat jaar een zilveren medaille in de UIV Cup Dortmund (U23), samen met Geert-Jan Jonkman. In 2008 werd hij tweede op de UIV Cup Berlijn (U23) en derde op de UIV Cup Kopenhagen (U23), beiden met Jonkman. In 2009 won hij samen met Ismaël Kip de UIV Cup Rotterdam (U23). Hij werd dat jaar voor het eerst Nederlands kampioen op de 50 km bij de elite.
Roy Pieters is een zoon van oud-wielrenner Peter Pieters en de broer van Amy Pieters. Verder is hij een neef van baanwielrenner Sjaak Pieters en turnster Ans Dekker.

## Overwinningen

### Baan
| Jaar | NK                              | WK | Overig                   |
| ---- | ------------------------------- | -- | ------------------------ |
| 2009 | 50 km                           |    | UIV Cup: Rotterdam       |
| 2010 | puntenkoers, achtervolging      |    |                          |
| 2011 | ploegkoers                      |    |                          |
| 2012 |                                 |    |                          |
| 2013 | omnium                          |    |                          |
| 2014 | achtervolging omnium            |    | Gent: ploegkoers         |
| 2015 | scratch achtervolging derny     |    |                          |
| 2016 | 50km derny ploegenachtervolging |    |                          |
| 2017 | puntenkoers                     |    | WB Pruszków: scratch     |
| 2018 | omnium ploegenachtervolging     |    | WB Minsk: ploegkoers     |
| 2019 | scratch ploegkoers              |    | WB Cambridge: ploegkoers |

### Jeugd
2005
- Nederlandse kampioenschappen baanwielrennen, junioren, scratch

2006
- Nederlandse kampioenschappen baanwielrennen, junioren, achtervolging
- Nederlandse kampioenschappen baanwielrennen, junioren, puntenkoers
- Nederlandse kampioenschappen baanwielrennen, junioren, 1 km tijdrit
- Nederlandse kampioenschappen baanwielrennen, junioren, scratch

2007
- Europese kampioenschappen baanwielrennen, junioren, scratch